# Трамвайна аварія 2 липня 1996 року

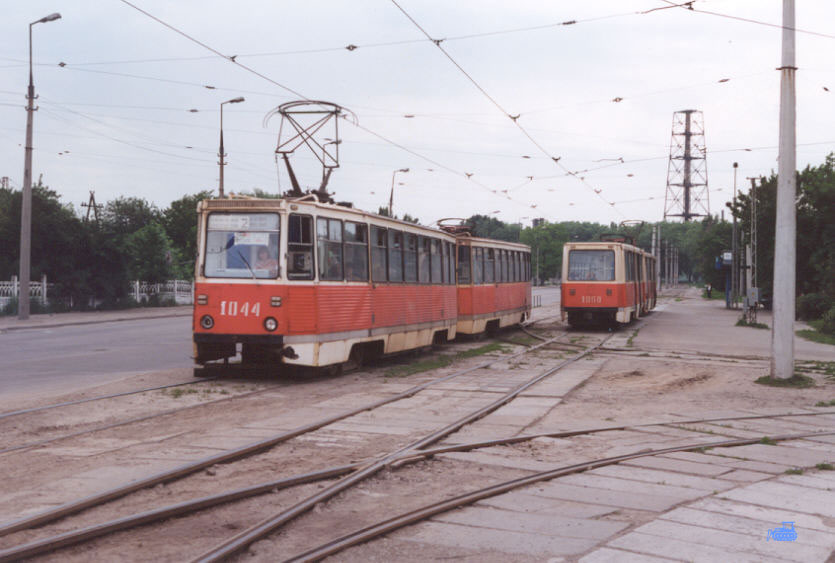
Трамвай КТМ-5, який розбився в Дніпродзержинську 2 липня 1996 року

Трамвайна аварія 2 липня 1996 року — транспортна катастрофа, що сталася у Кам'янському (Дніпродзержинську) із трамвайним вагоном.
Внаслідок аварії постраждало 143 людини, у тому числі смертельно травмовано 34, з них 9 дітей.

## Обставини трагедії
2 липня 1996 року о 17:20 трамвайний вагон КТМ-5 (бортовий № 1044, 1990 року випуску) рухався вулицею Чапаєва за маршрутом № 2а.
У вагоні перебувало близько 150 осіб. На дуже крутому спуску у трамвая відмовила система гальмування й заклинило двері. Вагон стрімко набрав швидкість і після двох кілометрів некерованого проходження зійшов із рейок, виїхав на проїжджу частину і зіткнувся з невисоким бетонним загородженням, розміщеним на проїзній частині.

## Наступного дня
Наступного дня, 3 липня 1996 року, у Дніпродзержинську був оголошений п'ятиденний траур, в Україні скасували державний прийом, що мав проходити на честь ухвалення нової Конституції. У відставку пішов міський голова Дніпродзержинська Сергій Шершньов.

## Розслідування
Кабінет Міністрів України розпорядженням від 2 липня 1996 року утворив Урядову комісію на чолі з Першим віце-прем'єр-міністром України Василем Дурдинцем, яка терміново виїхала на місце для організації роботи з надання допомоги потерпілим, вивчення причин аварії, розроблення заходів щодо запобігання подібним дорожно-транспортним пригодам.
Для ліквідації наслідків аварії Кабінетом Міністрів України виділено 380 млрд карбованців. Крім того, надійшла гуманітарна допомога від областей України загальною сумою понад 50 млрд карбованців.

## Наслідки
Для постраждалих у трамвайній аварії запровадили пільги — 50 % сплати комунальних послуг, безоплатний проїзд у міському електротранспорті, матеріальну допомогу з бюджету.
Рух трамваїв вулицею Чапаєва було припинено. Згодом трамвайні колії були демонтовані.

## Меморіал пам'яті жертвам
Меморіал пам'яті жертв трамвайної трагедії у Дніпродзержинську спорудили в 2010 р. Він має вигляд зігнутих трамвайний рейок.